# Calobatella longiceps
Calobatella longiceps är en tvåvingeart som först beskrevs av Friedrich Hermann Loew 1870.  Calobatella longiceps ingår i släktet Calobatella och familjen skridflugor. Inga underarter finns listade i Catalogue of Life.